# بخش ساروق
بخش ساروق یکی از بخش‌های شهرستان اراک در استان مرکزی ایران است. این بخش مشتمل بر ۲۰ روستا به مرکزیت شهر ساروق است.